# Invisible Violence
Albums de We Are Wolves
Total Magique
(2007) La Mort Pop Club
(2013)
Invisible Violence est un album du groupe de rock indépendant québécois We Are Wolves sorti en octobre 2009 sur le label Dare To Care Records.

## Liste des titres
| 1.    | Paloma                 | 4:39 |
| 2.    | Holding Hands          | 2:28 |
| 3.    | Walking Commotion      | 4:34 |
| 4.    | Dreams                 | 3:16 |
| 5.    | Vague                  | 3:14 |
| 6.    | Reaching for the Sky   | 5:28 |
| 7.    | Me as Enemy            | 2:41 |
| 8.    | Blue                   | 3:45 |
| 9.    | Near Fear              | 3:49 |
| 10.   | La Rue Oblique         | 5:54 |
| 11.   | The Spectacle of Night | 3:24 |
| 12.   | Bounty Waterfalls      | 1:59 |
| 45:11 |                        |      |

### Chroniques
- Olivier Robillard-Laveaux, « We Are Wolves : visible maturité », Voir,‎ 29 octobre 2009 (lire en ligne).
- (en) Joshua Klokeo, « We Are Wolves: Invisible Violence - Music », sur PopMatters, 3 février 2010 (consulté le 17 mai 2020).